# Santuario di Vicoforte
Il santuario di Vicoforte, noto anche come santuario della Madonna, santuario basilica della Natività di Maria Santissima o santuario-basilica Regina Montis Regalis (in dialetto monregalese Ra Madòna) è un edificio religioso situato nel territorio del comune di Vicoforte, in provincia di Cuneo. Si tratta di una chiesa monumentale, tra le più importanti del Piemonte, la cui cupola con sezione orizzontale ellittica risulta essere la più grande di tale forma al mondo. Ha la dignità di basilica minore.

## Storia

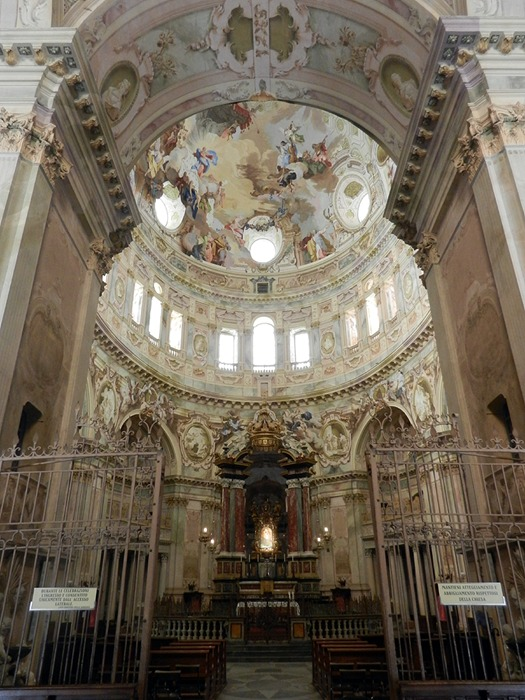
Veduta dell'interno

Il complesso trae le sue origini da un santuario medievale, composto da un modesto pilone decorato da un affresco quattrocentesco raffigurante la Madonna col Bambino, probabilmente eretto da un fornaciaio per propiziare la buona cottura dei mattoni. A partire dall'anno 1594 il diacono Cesare Trombetta iniziò a interessarsi allo stato del Pilone, che era sostanzialmente abbandonato nel fondovalle boscoso della Berbonesca, poco distante da Vicoforte. In quel periodo, in seguito a un'epidemia di febbri che aveva lasciato indenne la maggior parte della popolazione di Vico, si verificò un primo forte impulso di devozione. Coordinati da Trombetta, nel corso dell'autunno 1594 e della primavera 1595 si costruì la prima cappelletta intorno al pilone. In quei mesi, la voce di numerose grazie concesse dalla Vergine ai popolani iniziò a circolare per le valli, e si sviluppò così un movimento devozionale che raggiunse vertici mai visti fino a quel momento e mai raggiunti in seguito. Nel corso del 1595 migliaia di persone raggiunsero il fondovalle in pellegrinaggio, suscitando l'interesse del duca Carlo Emanuele I di Savoia.

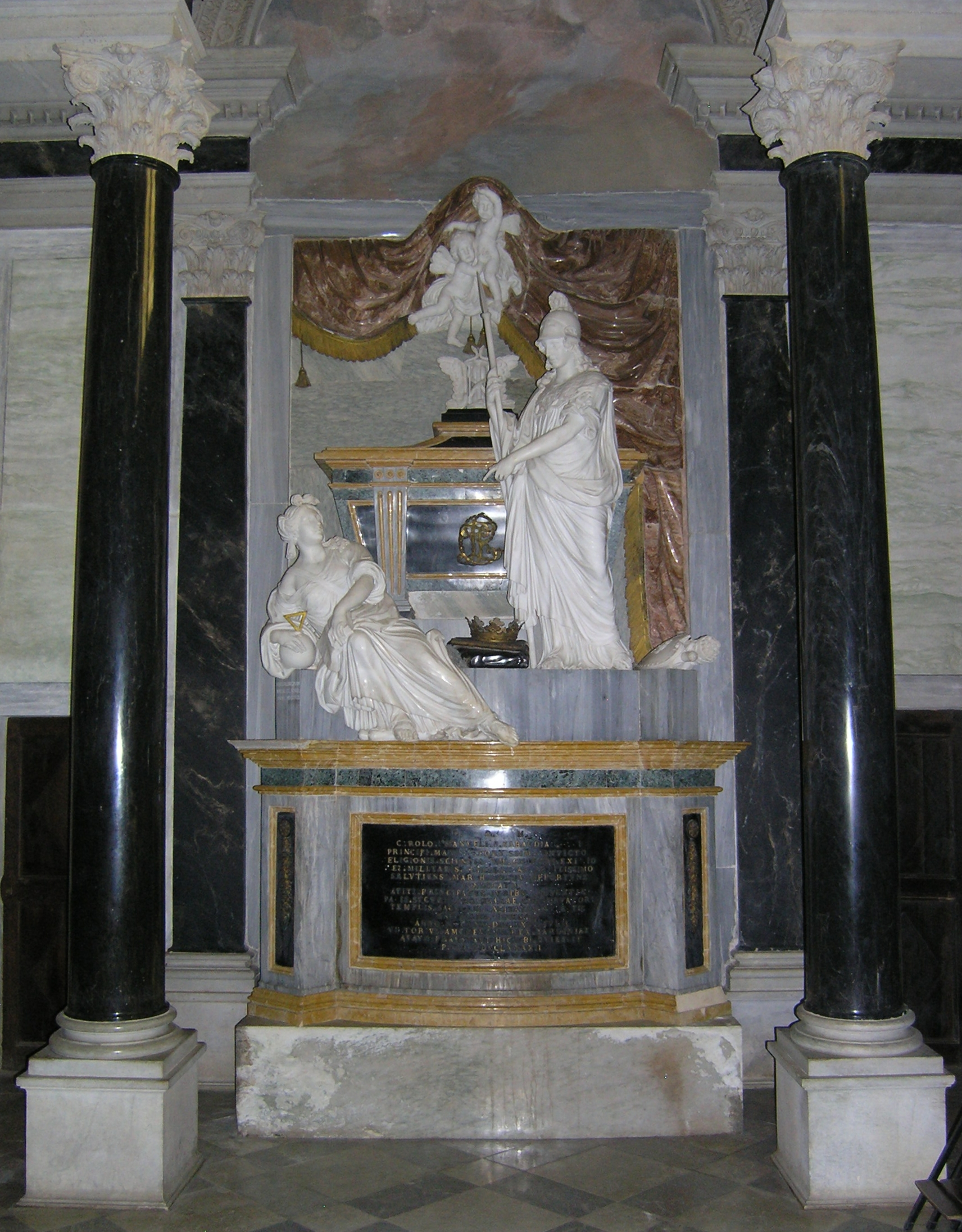
Tomba di Carlo Emanuele I

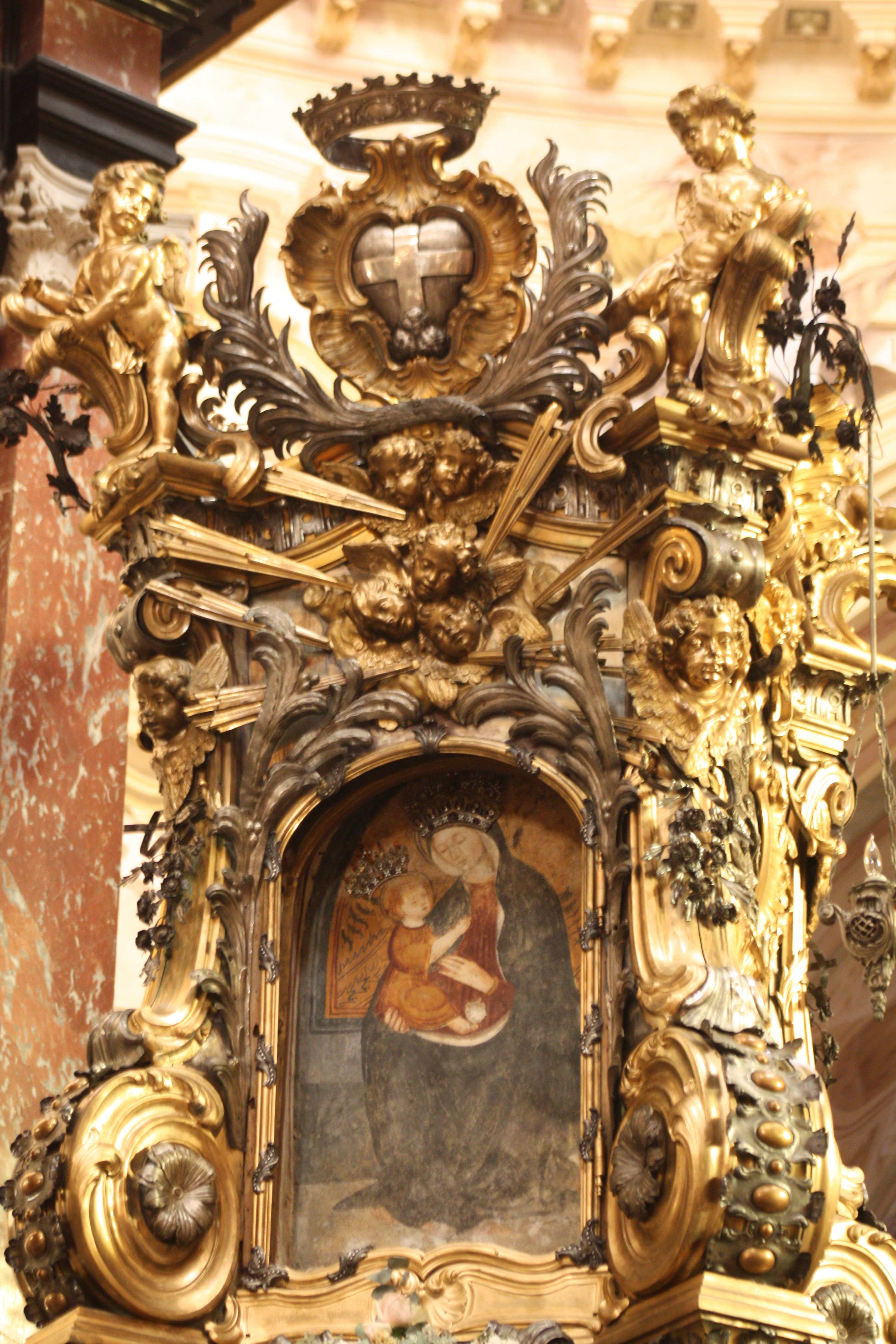
Il pilone, che sorge al centro del Santuario, con l'immagine della Madonna di Vico

Nel 1594 e nel 1595 si concretizzò un movimento popolare straordinario di devozione, che si allargò fino a richiamare compagnie, confraternite e comunità da quasi tutto il nord-ovest dell'Italia. Il pilone fu meta di pellegrinaggi sempre più frequenti e attirò anche le attenzioni del duca Carlo Emanuele I di Savoia che, nel 1596, commissionò la costruzione di un grande santuario, affidando l'incarico inizialmente all'architetto di corte Ercole Negri di Sanfront e successivamente ad Ascanio Vittozzi, altro architetto di fiducia della corte sabauda. Nelle intenzioni del duca, il santuario avrebbe dovuto accogliere i molti pellegrini e diventare in seguito il mausoleo di Casa Savoia, luogo destinato alle tombe della famiglia, funzione assunta in seguito dalla basilica di Superga sulla collina torinese. 
Il Vittozzi morì nel 1615, quando la grande costruzione era stata eretta fino al cornicione, dove avrebbe dovuto essere innestato il tamburo della cupola. Morto anche il duca (che volle essere sepolto nel santuario), a distanza di quindici anni dall'architetto, la costruzione si arrestò del tutto, lasciando l'edificio a lungo tempo scoperto. Un nuovo interesse dei fedeli si ebbe nel 1682, quando la Vergine del pilone venne solennemente incoronata, come ringraziamento del termine della guerra del sale. Da allora si riprese la costruzione, senza contare più sull'appoggio dei Savoia (che all'epoca stavano rivolgendo tutta la loro attenzione alla costruzione della basilica di Superga), grazie all'impegno dell'architetto e ingegnere monregalese Francesco Gallo che, incoraggiato da Filippo Juvarra, si cimentò nella grande impresa a partire dal 1728. Sopra il possente basamento in arenaria, di stampo manierista, venne rapidamente costruito il tamburo, di evidenti linee barocche, e la cupola, che venne terminata nel 1732. La poderosa cupola ellittica innalzata dal Gallo, alta 74 metri, lunga 37,15 metri sull'asse maggiore e 24,80 metri sull'asse minore, venne disarmata non senza trepidazione, data l'arditezza della costruzione, tanto che si narra che dovette andare lui stesso a togliere le impalcature, poiché nessuno pensava che una struttura di quel tipo potesse reggere.

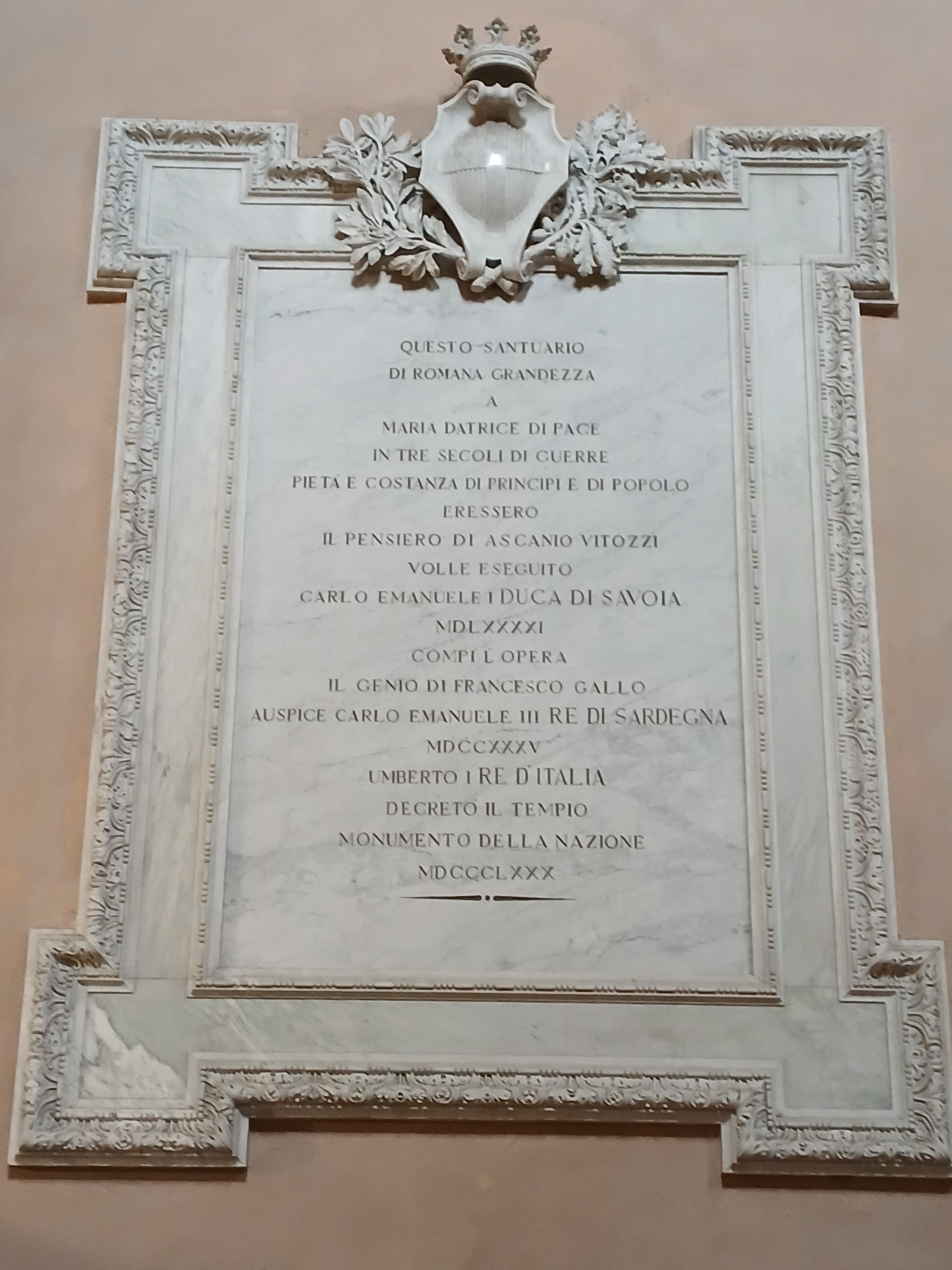
Lapide maestra

Controversa fu invece la costruzione dei campanili, quattro secondo il progetto del Vittozzi. Il primo fu costruito rapidamente, su richiesta della madama reale Cristina di Francia, in visita a Vico (1642), e collegava il Santuario con il vicino monastero cistercense. Dieci anni dopo vennero innalzati i due campanili frontali e, per simmetria, anche il quarto, opposto al primo campanile, che rimase fino al 1830 l'unica torre campanaria funzionante. All'annosa questione della sistemazione dei campanili si pose rimedio nel 1880, anno in cui il Santuario divenne monumento nazionale, quando venne indetto un concorso, al quale partecipò anche, con un progetto, Alessandro Antonelli. Nel 1884, finalmente, vennero avviati i lavori di sistemazione, con la costruzione di poderose ed elaborate cuspidi barocche, riprendenti lo stile di quella posta sulla lanterna che sovrasta la cupola. Per questioni di stabilità, però, le cuspidi vennero abbattute nel 1906 e i campanili ottennero la conformazione attuale.
Le decorazioni in affresco degli oltre seimila metri quadrati di superficie furono poi completate fra il 1746 e il 1748 da Mattia Bortoloni e Felice Biella; il tema è quello della Salvezza. Nel 1709 lo scultore Giuseppe I Gaggini assunse l'incarico di realizzare il monumento con la statua di Margherita di Savoia, figlia del duca, terminato nel 1714. Il santuario assunse la forma attuale nel 1884, quando vennero costruiti i campanili e le tre facciate per opera dell'ingegnere e architetto Camillo dei conti Riccio (a cui si deve anche il piedistallo dell'imponente statua rappresentante Carlo Emanuele I in cappa e spada). 

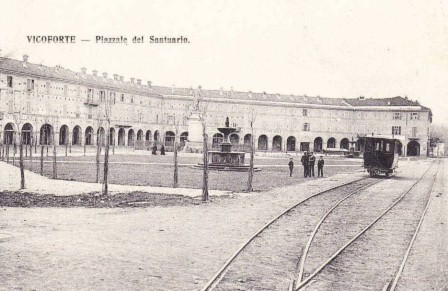
La stazione tranviaria del santuario

Nel 1881 fu inaugurata la tranvia Mondovì-San Michele, la cui fermata centrale era situata dirimpetto al santuario, agevolando gli spostamenti dei pellegrini. Dopo numerosi passaggi di proprietà e l'elettrificazione, avvenuta nel 1923, la linea venne soppressa nel 1953.
Il 15 dicembre 2017 vi è stata traslata da Montpellier la salma di Elena del Montenegro, seconda regina d'Italia e consorte del re Vittorio Emanuele III. Due giorni dopo, a fianco della moglie, è stata tumulata anche la salma di Vittorio Emanuele III, proveniente dalla cattedrale cattolica latina di Alessandria d'Egitto.

### Il foro della pallottola sull'immagine della Madonna
Il pilone era caratterizzato da un foro di pallottola, che la tradizione attribuisce all'errore di un cacciatore, Giulio Sargiano. L'uomo confessò in punto di morte quanto accaduto e lasciò l'archibugio in eredità alla parrocchia di Villanova. Il lascito testamentario, che non ci è pervenuto, ma che è citato da alcuni storici, attesta questi avvenimenti. L'arma fu poi affidata al Santuario ed era custodita nel Museo storico "Ghislieri" insieme ad altri cimeli della storia del monumento.
Una tradizione successiva, attribuì all'episodio l'origine della devozione al Santuario, per via di un successivo sanguinamento dell'icona, ma si tratta di un falso storico. Non è attestato in alcuna fonte storica contemporanea infatti la notizia della fuoriuscita del sangue dall'immagine, mentre è citata dalla missiva indirizzata da Giuseppe Alamanni al padre generale dei Gesuiti Bernardino Rossignolo e dalla descrizione resa dal vescovo Giovanni Antonio Castrucci, la presenza del foro del proiettile nel 1595.